# Chimonobambusa lactistriata
Chimonobambusa lactistriata là một loài thực vật có hoa trong họ Hòa thảo. Loài này được W.D.Li & Q.X.Wu mô tả khoa học đầu tiên năm 1985.